# Жуковский, Николай Фёдорович
Николай Фёдорович Жуковский (1918—1987) — капитан Советской Армии, участник Великой Отечественной войны, Герой Советского Союза (1944).

## Биография
Николай Жуковский родился 25 декабря 1918 года в деревне Берёзово (ныне — Кемеровский район Кемеровской области). После окончания сельской школы работал в колхозе. В 1938 году Жуковский был призван на службу в Рабоче-крестьянскую Красную Армию. С мая 1942 года — на фронтах Великой Отечественной войны. К сентябрю 1943 года лейтенант Николай Жуковский командовал взводом радиосвязи 667-го стрелкового полка 218-й стрелковой дивизии 47-й армии Воронежского фронта. Отличился во время битвы за Днепр.
24 сентября 1943 года Жуковский одним из первых переправился через Днепр в районе села Хутор-Хмельная Каневского района Черкасской области Украинской ССР и установил связь между штабом полка и плацдармом на его западном берегу. Во время боёв Жуковский держал бесперебойную связь. В критические моменты он участвовал в отражении немецких контратак, принял активное участие в захвате вражеской артиллерийской батареи.
Указом Президиума Верховного Совета СССР от 3 июня 1944 года за «образцовое выполнение боевых заданий командования на фронте борьбы с немецкими захватчиками и проявленные при этом мужество и героизм» лейтенант Николай Жуковский был удостоен высокого звания Героя Советского Союза с вручением ордена Ленина и медали «Золотая Звезда» за номером 1858.
После окончания войны Жуковский продолжил службу в Советской Армии. В 1955 году в звании капитана он был уволен в запас. Проживал в Липецке, работал токарем на Липецком тракторном заводе. Умер 23 июня 1987 года, похоронен в Липецке.
Был также награждён орденами Октябрьской Революции, Отечественной войны 1-й степени, двумя орденами Красной Звезды, рядом медалей.